# Truxa
Truxa er et artistnavn for Erik Bang, dansk illusionist, manipulator og tankelæser. Erik Bang blev født den 7 november 1919 og døde den 12 september 1996. Hans kone, Gulli Johansson, blev født 7 marts 1925 i Linköping og døde den 30 juni 1997.

## Karriere
Erik Bang begyndte trylle som meget ung. En grund til det var, at det fandtes en onkel i familien som tryldede, en anden at han havde læst en bog, "Leg og løjer", der en del enklere trylleritriks blev beskrevet. I København fandtes der i 1930'erne et antal underholdningsteder hvor unge talenter kunne fremtræde og konkurrere. Her optrådte han under navnet Erik Bang. I en amatørkonkurrence i 1939 optrådte Erik Bang med et cigarretmanipuleringsnummer, noget som var helt nyt den gang. Han vandt 1. pris og sagde op fra sit arbejde på et forsikringkontor i København for at blive professionel artist.
Under en turné med Cirkus Scott, hvor Erik Bang var hovednummeret, tryllede han en kanin frem samtidigt med at Gulli, en ung blond dame, sad i publikummet. Hun blev senere hans hustru og partner. Navnet Truxa kom til i 1946, og sammen med Gulli optrådte han på varietéer og i forlystelsesparker, i nordisk tv samt årligt på Gröna Lund i Stockholm. I sin tid var parret Truxa de mest brugte og folkekære artister. Paret lavede turnéer udenlands og fik sit eget TV-show: Truxavisionen. Truxa var pioner i dansk og svensk TV. I 1953 medvirkede parret i dansk TV, og i 1955 lavede de forsøgudsendelser fra Tekniske højskole i Stockholm med TV-programmet "Truxa Show". I alt medvirkede Truxa i 100 TV-programmer, både i Norden og i England, Amerika, Japan og Tyskland, samt i 200 radioprogrammer. Truxas tankelæsningnummer ledte til international succes og havde premiere på Kilden i Ålborg 1949. I 1992 blev han æresmedlem i Dansk Artist Forbund.
Tankelæsningsnummeret skabte store diskussioner, og utallige afsløringer er opstået gennem årene. En journalist på den svenske avis Expressen mente, at han havde fundet løsningen, da han i en avisartikel hævdede, at Truxa bruger en kode. Under en forestilling distribuerede Truxa så bladet med artiklen, så publikum kunne følge tæt med. Efter et stykke tid rejste en mand blandt publikum sig i vrede og smed avisen i gulvet. En krypteringsekspert blev hyret af avisen SE. Under en udsendelse af det svenske TV-program Hylands hörna, hævdede en elektronikekspert, at Gulli har en radiomodtager i øreringene. I Danmark hævdede en mand, at Truxa er en bugtaler, og selskabet for mentalforskning mente, at det var et spørgsmål om tankeoverførsel. Selv specialistafdelingen på Scotland Yard i London var totalt forbløffet, da de tjekkede Truxa-parret. Alle forsøg på åbenbaring var forgæves. Truxa understregede altid, at han og Gulli var entertainere, intet andet.
Truxa skaffede en enorm publicitet efter at have forudsagt tipskuponen en uge i forvejen. Endnu mere publicitet fik han efter at have kørt bil med bind for øjnene med politiet som kontrollant.
Truxa og hans svenskfødte hustru Gulli opnåede stor succes takket være deres dygtigt og elegant fremførte numre. På direkte anmodning fra FN-huset optrådte parret for tropperne i Gaza. Parret var også tilbagevendende gæster hos Zarah Leander, Lennart Hyland, Carl-Gustaf Lindstedt og Gösta Bernhard. De optrådte også flere gange foran medlemmer af de nordiske kongehuse.
Truxa medvirkede også i et par film, bl.a. En herre i kjole og hvidt (1942) hvor en tryldende direktør udfører en del tryllekunster som i virkeligheden blev udført af Truxa, samt Manden i Månen (1986).

## Truxas mindelegat
Hvert år uddeles en pris fra Truxas mindefond til en svensk eller dansk kunstner, der har gjort sig bemærket. Fonden administreres af Johan Ahlberg Ystad og Dansk Artist Forbund.
- Louise Hoffsten 1998
- Lars Berghagen 1999
- Monica Zetterlund 2000
- Zinlit 2001
- Björn Gustafson 2002
- Danne Stråhed 2003
- Lena Philipsson 2004
- Peter Harryson 2005
- Kim Kenneth, illusionist 2006
- Malin Nilsson, illusionist 2007
- Sanne Salomonsen 2008
- Sanne Nielsen 2009
- The Tin Can group, nycirkusgruppe 2010
- CajsaStina Åkerström, artist 2011
- Samuel Gustavsson 2012
- Søren Pilmark 2013
- Leif Liljeroth 2014
- Kenny Quinn 2015
- Eva Rydberg 2016
- Hasse Hjort 2017
- Charlie Caper 2018
- Michael Fredriksen og Benny Schumann 2019
- Louise Hoffsten, Anders Arkadia Sebring, Jan Hellesö og David Tholander 2020
- Caroline Ravn, Brynolf & Lyng, Signe Løve Anderskov, Henrik Rasmussen (Klovnen Tapé), Helle Lyngholm, Rasmus Ebild, Jesper Grønkjær 2021
- Tali Piontek 2023

### Øvrige referencer
- Billed bladet 24 februar 1948,
- Politikken 2 november 1951,
- Aftonbladet 9 januar 1956,
- Göteborgsposten 4 september 1983,
- Tidningen Arbetet 23 maj 1986,
- Svensk Damtidning 28 maj 1989,
- Jyllandsposten 26 april 1992,
- Exstra Bladet 19 marts 1993,
- En hilsen fra jubilaren Truxa 1969.